# Dusk Till Dawn
Dusk Till Dawn es una canción del cantante británico Zayn con la cantante y compositora australiana Sia, que se estrenó en todo el mundo como el sencillo principal de su próximo segundo álbum de estudio el 7 de septiembre de 2017. El vídeo musical que lo acompaña se estrenó el mismo día, con Zayn y la actriz británica estadounidense Jemima Kirke. La canción también aparece en el tráiler oficial de la película, The Mountain Between Us. Comercialmente, el sencillo llegó al número cinco en el UK Singles Chart, encabezó las listas de éxitos en siete países y alcanzó su punto máximo dentro de las diez primeras listas en más de veinte países, incluyendo Australia, Canadá, Francia y Alemania.

## Composición
"Dusk Till Dawn" es un sencillo pop. Fact describió la canción como "balada de estadio" y además dijo que "en lugar de huir de sus raíces pop [Zayn] parece estar relajándose y abrazando de nuevo esos comienzos pop".
Al hablar de la canción, Zayn dijo: "Ahí es donde empecé y obviamente sigue ahí. Me sigue gustando la música pop, pero se trata de darle mi propio giro, de convertirla en mí."
La canción está en tonalidad de Si menor con un tempo de 180 pulsaciones por minuto. El medidor es tiempo común. La progresión armónica es Bm7–G–D–F♯m7/C♯–Bm7–G–D–A/C♯. Las voces abarcan dos octavas, desde D3 a D5.

## Recepción crítica
Hugh McIntyre de Forbes dijo que la canción es tan "épica como era necesario tener en cuenta las dos potencias adjuntas." Destacó que "tiene una voz potente, notas agudas a diestra y siniestra y un gancho vocal al que es imposible seguir cantando sin dejar de ser memorable". McIntyre también predijo que podría ser un potencial Premio Grammy nominado para Mejor Dúo/Grupo Pop; el productor de la canción Greg Kurstin ganó como el Productor del año, no clásico en el Grammy Awards 2018 por su trabajo en "Dusk Till Dawn" junto con varias otras canciones.
Michael Cragg de The Guardian eligió la canción como "tema de la semana" y la describió como "un pedazo altísimo de pop perfecto".
Elias Leight de Rolling Stone describió la canción como "balada palpitante" y dijo que el dúo "se inclina cerca de su estilo característico de [Sía]", afirmando además que "Sía devuelve su potente voz para armonizar mejor con Malik; a menudo maneja la parte baja, mientras que su canto revolotea en la gama del falsete". MTV lo calificó de "dúo cinematográfico masivo" y llegó a la conclusión de que "comienza como un precioso y romántico a medio tiempo y se construye a lo largo de un coro que resonará en los estadios en un abrir y cerrar de ojos"."
Jordan Sargent, escribiendo para Spin, dijo que "Dusk Till Dawn" era "un paso atrás" con respecto al anterior sencillo de Zayn, "[Still Got Time]]", y comentó además que la colaboración con Sía era "bastante predecible y sobre todo poco interesante".

## Recepción comercial
Desde septiembre de 2017, "Dusk Till Dawn" movió alrededor de 58.000 copias digitales en los Estados Unidos según Nielsen SoundScan. El tema vendió 28.561 descargas en el Reino Unido durante su primera semana. Para el 5 de octubre de 2017, la canción había vendido alrededor de 65.000 copias en los Estados Unidos. En Europa, "Dusk Till Dawn" encabezó la lista de los European Border Breakers en la semana que finalizó el 27 de octubre de 2017, y se mantuvo en el número uno durante meses, hasta que finalmente cayó al número dos en la semana que terminó el 26 de enero de 2018.

## Vídeo musical

### Sinopsis
Dirigido por Marc Webb, el videoclip de acompañamiento de "Dusk Till Dawn" se estrenó en YouTube el 7 de septiembre de 2017, recibiendo más de 9,77 millones de visitas en su primer día. Es el primer video musical de Webb en siete años. El video musical encuentra a Zayn huyendo de dos grupos diferentes, después de que hace una astuta entrega con su misteriosa cómplice interpretada por la actriz Jemima Kirke. Poco después de un breve enfrentamiento, Zayn se burla de la ley y escapa de un par de gánsteres en una intensa persecución en coche y, finalmente, atrae a ambas partes en una trampa y se va al atardecer con Kirke. A partir de abril de 2018, el video musical tiene más de 850 millones de visitas en YouTube.
El video se inspiró en las películas "Casino" y "Goodfellas". Según Zayn, "Es definitivamente un guiño a una era particular de vídeos musicales. A principios de los años 90, en esa época, la gente realmente intentó hacer estas películas épicas e intensas para sus vídeos, siendo Michael Jackson un gran ejemplo de ello. Quería volver y dar a mis fans algo en ese sentido, en lugar de un simple video blasé."

### Recepción
Elias Leight de Rolling Stone dijo que "Jemima Kirke y Zayn Malik están en la actualidad Bonnie y Clyde en el nuevo clip" para la canción de Zayn. El colaborador de MTV elogió las imágenes dramáticas y escribió "El vídeo de Dusk Till Dawn es un gran paso adelante de sus anteriores vídeos musicales y no podemos dejar de preguntarnos si esto es sólo la primera parte de la historia.". Al Horner de Fact describió el vídeo como "una minipelícula de un atraco en el Barrio Chino en cinco minutos llenos de acción." Desde julio de 2018, el vídeo ha recibido más de 1664 millones de visitas en YouTube.

## Listas
| Listas (2017–18)                       | Mejor posición |
| -------------------------------------- | -------------- |
| Australia (ARIA)                       | 6              |
| Austria (Ö3 Austria Top 40)            | 1              |
| Bélgica (Flandes) (Ultratop 50)        | 5              |
| Bélgica (Valonia) (Ultratop 50)        | 4              |
| Canadá (Canadian Hot 100)              | 5              |
| Croatia Airplay (HRT)                  | 1              |
| República Checa (Rádio Top 100)        | 3              |
| Dinamarca (Tracklisten)                | 12             |
| Finlandia (OFC)                        | 4              |
| Francia (SNEP)                         | 2              |
| Alemania (Media Control AG)            | 3              |
| Greece Digital Songs (Billboard)       | 1              |
| Hungría (Rádiós Top 40)                | 10             |
| Italia (FIMI)                          | 6              |
| Latvia Airplay (Latvijas Top 40)       | 1              |
| Lebanon Airplay (Lebanese Top 20)      | 1              |
| Malaysia Streaming (RIM)               | 1              |
| Mexico Ingles Airplay (Billboard)      | 1              |
| Países Bajos (Dutch Top 40)            | 3              |
| Netherlands (Mega Top 50)              | 5              |
| Países Bajos (Mega Single Top 100)     | 7              |
| Nueva Zelanda (Recorded Music NZ)      | 8              |
| Noruega (VG-lista)                     | 3              |
| Philippines (Philippine Hot 100)       | 17             |
| Polonia (Polish Airplay Top 100)       | 1              |
| Romania (Media Forest)                 | 1              |
| Russia Airplay (Tophit)                | 1              |
| Escocia (Scottish Singles Sales Chart) | 5              |
| Eslovaquia (Rádio Top 100)             | 2              |
| Slovenia (SloTop50)                    | 3              |
| España (PROMUSICAE)                    | 1              |
| Suecia (Sverigetopplistan)             | 2              |
| Suiza (Schweizer Hitparade)            | 1              |
| Reino Unido (UK Singles Chart)         | 5              |
| Estados Unidos (Billboard Hot 100)     | 44             |
| Estados Unidos (Adult Top 40)          | 29             |
| Estados Unidos (Mainstream Top 40)     | 32             |

| Listas (2017)                         | Posición |
| ------------------------------------- | -------- |
| Alemania (Official German Charts)     | 24       |
| Australia (ARIA)                      | 67       |
| Austria (Ö3 Austria Top 40)           | 29       |
| Bélgica (Ultratop Flanders)           | 72       |
| Bélgica (Ultratop Wallonia)           | 90       |
| Canadá (Canadian Hot 100)             | 94       |
| Hungría (Single Top 40)               | 31       |
| Hungría (Stream Top 40)               | 23       |
| Italia (FIMI)                         | 85       |
| Países Bajos (Single Top 100)         | 68       |
| Polonia (ZPAV)                        | 17       |
| Reino Unido (Official Charts Company) | 78       |
| Suecia (Sverigetopplistan)            | 33       |
| Suiza (Schweizer Hitparade)           | 42       |

## Certificados
| País      | Organismo certificador | Certificación | Ventas certificadas | Ref.   |
| --------- | ---------------------- | ------------- | ------------------- | ------ |
| Alemania  | ARIA                   | 3× Platino    | 210 000             | [ 77 ] |
| Austria   | IFPI Austria           | Oro           | 15 000              |        |
| Bélgica   | BEA                    | Platino       | 30 000              |        |
| Canadá    | Music Canada           | 2× Platino    | 160 000             |        |
| Dinamarca | IFPI Dinamarca         | Oro           | 45 000              | [ 78 ] |
| México    | AMPROFON               | 4× Platino    | 240 000             | [ 79 ] |
| España    | PROMUSICAE             | Platino       | 40,000              | [ 80 ] |